# Uree
Ureea (denumită și carbamidă, cu denumirea sistematică carbonil diamidă) este un compus organic cu formula chimică CO(NH2)2.  Ureea este, de fapt, diamida acidului carbonic, deci o amidă. Se numește așa deoarece se obține din acidul carbonic (sifon), printr-o dublă reacție a acidului cu amoniacul.
În 1828, Friedrich Wöhler a sintetizat primul compus, ureea, un produs de degradare al metabolismului proteic.
Ureea prezintă un rol important în metabolismul compușilor azotați în organismul animalelor, fiind principalul compus azotat din urina mamiferelor. Este un solid incolor, cristalin, foarte solubil în apă și practic lipsit de toxicitate (LD50 este 15 g/kg pentru șobolani). La nivelul organismului, ureea este utilizată în mai multe procese biochimice, cel mai important fiind excreția azotului. Se formează la nivelul ficatului în urma reacției dintre amoniac (NH3) și dioxid de carbon (CO2) ca parte în ciclul ureei. Compusul mai este utilizat ca îngrășământ, ca sursă de azot, și este un precursor foarte important în industria chimică.

## Proprietăți
{\displaystyle {\begin{matrix}HO-&C&-OH\\&||\\&O\end{matrix}}\ +\ NH_{3}\longrightarrow {\begin{matrix}H_{2}N-&C&-OH\\&||\\&O\end{matrix}}\ +\ H_{2}O} , monoamidă a acidului carbonic (acid carbamic);
Structura rezultată este instabilă, deci reacția se repetă la produs.
{\displaystyle {\begin{matrix}H_{2}N-&C&-OH\\&||\\&O\end{matrix}}\ +\ NH_{3}\longrightarrow {\begin{matrix}H_{2}N-&C&-NH_{2}\\&||\\&O\end{matrix}}\ +\ H_{2}O}
Ureea este prima substanță de tip organic obținută artificial, în laborator, din substanțe anorganice (cianatul de amoniu - NH4NCO), creatorul ei fiind Friedrich Wöhler, în 1828. Ecuația reacției lui Wöhler este:
{\displaystyle NH_{4}NCO\longrightarrow {\begin{matrix}H_{2}N-&C&-NH_{2}\\&||\\&O\end{matrix}}}, la temperatură și presiune înalte.
Din punct de vedere industrial, ureea se obține conform următoarei ecuații:
{\displaystyle CO_{2}\ +\ 2\ NH_{3}\longrightarrow {\begin{matrix}H_{2}N-&C&-NH_{2}\\&||\\&O\end{matrix}}\ +\ H_{2}O}, la o temperatură de 130 °C și presiune 50 bar.
Ureea este o substanță solidă, cristalizată, solubilă în H2O. Caracterul chimic e similar amidelor.
Se folosește, de obicei, ca îngrășământ agricol, datorită conținutului ridicat de  N, în industria medicamentelor și la obținerea de produși macromoleculari de policondensare cu aldehida formică.